# ドラム (通貨)
ドラム（アルメニア語: Դրամ, dram）は、アルメニアの通貨単位。事実上アルメニアの支配下にあるアルツァフ共和国でも独自のドラム通貨が発行されている（アルツァフ・ドラム）。通貨記号は（アルメニア文字のԴに由来）。国際通貨コード(ISO 4217)は、AMD。2011年12月現在の交換レートは、1ユーロ=513.4ドラム。2016年3月22日15時現在１ドラム＝0.231638円。アルメニア語で、ドラム(dram)はお金(money)を意味する。
補助通貨単位はルマ (アルメニア語: լումա, luma)で、1ドラム=100ルマであるが、実際にはこの単位の通貨は発行されていない。
硬貨は10、20、50、100、200、500ドラム、紙幣は1000、5000、10000、20000、50000ドラムが発行されている。

## コイン
1994年に10ルーマ、20ルーマ、50ルーマから1ドラム、3ドラム、5ドラムに通貨単位が切り替えられる際に最初のアルミのコインが誕生した。
2003～2004年に次のアルミコインが誕生し今までのコインが
10ドラム、20ドラム、50ドラム、100ドラム、200ドラム、500ドラムに切り替えられた。

## 符号位置
| 記号 | Unicode | JIS X 0213 | 文字参照        | 名称       |
| ---- | ------- | ---------- | --------------- | ---------- |
| ֏    | U+058F  | ‐          | &#x58F; &#1423; | ドラム記号 |